# Bruxelles-Ouest
Bruxelles-Ouest (Brussel-West, Bruksela Zachodnia) – stacja kolejowa w Brukseli, w Belgii. Posiada 1 peron. Znajduje się tu również stacja metra Weststation.